# Пісарева Ірина Євгенівна
Ірина Євгенівна Пісарева (також помилково Писарева, нар. 4 травня 1974) — українська стрибунка у воду. На літніх Олімпійських іграх 1996 року вона брала участь у змаганнях зі стрибків із трампліна серед жінок на 3 метри.